# 剃刀魚屬
剃刀魚屬（学名：Solenostomus）又名溝口魚屬，是溝口魚科（又名剃刀魚科；）僅有的一屬，為輻鰭魚綱海龙鱼目。

## 分類
本科属于海龙鱼亚目；本属包含6个物种：
- 甲胄剃刀魚（英语：Long-tailed ghost pipefish） Solenostomus armatus
- 鋸吻剃刀魚 Solenostomus cyanopterus：又稱藍鰭剃刀魚。
- 仙掌藻剃刀魚（英语：Halimeda ghost pipefish） Solenostomus halimeda
- 細體剃刀魚（英语：Solenostomus leptosoma） Solenostomus leptosoma
- 鋸齒剃刀魚 Solenostomus paegnius
- 剃刀魚 Solenostomus paradoxus：又稱細吻剃刀魚。